# 村西とおる
村西 とおる（むらにし とおる、1948年〈昭和23年〉9月9日 - ）は、日本のAV監督、実業家。福島県いわき市出身。本名は草野 博美（くさの ひろみ）。
ポルノ雑誌の販売などを手がけたのち、アダルトビデオの制作プロダクションを設立。自らカメラを回しながら男優としても出演するスタイルで注目を浴び、草創期のアダルトビデオ業界で多数の作品を制作して大きな成功を収めた。
選挙の落選、数度の逮捕、事業の失敗などを繰り返して路頭に迷った後に、晩年において自らの人生を書籍化・ドラマ化して大ヒットを記録するなど、その波乱万丈の人生が話題となった。

## 略歴

### 百科事典のセールスマン
福島県立勿来工業高等学校卒業後、1967年に上京し池袋のバーでボーイとして働き始める。
いくつかのバーを転々としたのち、東京にあった英語の百科事典販売会社「グロリア」でセールスマンとなる。グロリアが販売していたのは全30巻で20万円（現在の貨幣価値で100万円近く）という高額な百科事典セットで、しかも内容はすべて英語で書かれている英英辞典だった。月に4セット売れればトップの営業成績とされるところを、村西は毎月20〜100セットを売り上げ、伝説的なセールスマンとなった。
このときの蓄えをもとに1972年には札幌で英会話教室を始める。米軍の脱走兵を講師として安く雇用した。1978年には北海道全域の自衛隊駐屯地近辺にテレビゲーム機を置いた喫茶店チェーンを展開し、これも大きな成功を収めた。

### 北大神田書店グループ時代
1980年には、当時「ビニ本」と呼ばれていたポルノ雑誌の小売店チェーン「北大神田書店」グループを立ち上げ、北海道全域に48店舗で開業したのち全国へ展開した。グループの命名は、「北海道大学と東京の古書店街・神田という権威ある2つの名前をくっつけた」という。全盛期の頃、札幌東警察署の隣に店舗を出店していたことを村西本人が明かしている。
これと並行して写真のモザイクをなくした違法なポルノ雑誌（裏本）の制作と販売を始め、北大神田書店の全国流通ネットワークで売りさばいた。原価200円の裏本が1万円超で飛ぶように売れ、年商20億円に達していたとされる。これは現在でいうと、物価指数からすると年商30億、日本の経済規模GDPからすると40億、に相当する。
1982年には写真集・著名人の伝記などを手がける出版社「新英出版」を創業する。これも「出版社の最大手、新潮社と集英社」の名前をつなげた命名である。写真週刊誌『スクランブルPHOTO』を創刊（編集長は本橋信宏）、やはり自前の流通網で販売している。またこのころ、アメリカの人気ポルノ女優アネット・ヘブンを日本へ招いてポルノビデオを監督・制作している。
この間に村西の「裏本」流通ネットワークは全国に広がり、複数の県警から猥褻図画販売容疑で指名手配されたのち、1984年3月に逮捕された（後に懲役1年5か月、執行猶予4年の有罪判決が確定）。北大神田書店グループは解体され、全財産を失う。

### クリスタル映像時代
北大神田書店グループが解散し、1984年秋に保釈。このころ個人用のビデオデッキが急速に普及し始め、アダルトビデオが人気を集めるようになっていた。村西もビデオ制作へ転身することを決意し、逮捕・保釈まで村西を支えてきた「ビニ本」制作プロダクション（後のクリスタル映像）社長の名前「西村」をもじって「村西」、この名前が世の中に通るようにと「とおる」という名前をつけ、以後「村西とおる」を名乗るようになった。
村西は、監督をつとめる作品に自らカメラをかついで男優としても出演するスタイルが注目を集めたほか、また「疑似本番」が当然だった当時の日本のポルノ制作現場で、男優と女優が実際に性交する場面を正面から撮影する手法がたびたび物議をかもした。1985年11月に発売したドキュメント路線の立川ひとみ主演「恥辱の女」では、専門誌「ビデオ・ザ・ワールド」の選評でその年の1位を獲得する評判を呼ぶ。
1986年10月に村西が監督・男優をつとめた『SMぽいの好き』で黒木香をデビューさせる。黒木は当時横浜国立大学の三年生で、イタリア美術を専攻していた。黒木の理知的な言葉づかいと奔放に性を語るスタイルはAV業界の枠を越えて話題を呼び、黒木が一般メディアにも出演する大ブームとなった。
1986年には職業安定法・児童福祉法違反容疑で逮捕される（17歳の少女を出演させたとされるもので、後に処分保留で釈放された）。
1986年12月にはハワイでのロケ中（セスナ2機をパールハーバー上で並行飛行させ、空中でセックスシーンの撮影を行った）に、かねてから自国内での村西の動向を監視していたFBI特別捜査チームからアメリカの旅券法違反容疑で逮捕され、後に総量刑を懲役370年として求刑された。村西はハワイの拘置所で半年以上にわたって拘留されたのち釈放されるが、弁護・司法取引費用は1億円以上にのぼったとされる。
ハワイから帰国すると村西はただちにビデオ制作を再開、とくに自社女優と著名アイドルとの関係を再現したと称するビデオを制作して、アイドル事務所や一般ファンから強硬な抗議を受ける騒動が起きている。
1988年4月には、17歳の少女をAVに出演させたとして児童福祉法違反容疑で逮捕。罰金30万円の有罪判決を受けた。しかし、この翌年の1989年には、映像版『光GENJIへ』というタイトルの、北公次がジャニー喜多川から性被害を受けたと主張する内容の告発ビデオを制作している。

### ダイヤモンド映像時代
1988年9月に、ダイヤモンド映像を設立した（村西は事実上のオーナーだったが、代表取締役には就いていない）。
同年7月には、1989年第15回参議院議員通常選挙の出馬を宣言し、9月には「全日本ナイス党」を結党。しかし、政党結党式の翌日、16歳の少女を出演させたとしてまたもや児童福祉法違反容疑で逮捕。村西側は、未成年だった女優が姉の免許証を利用して年齢を偽っていたと主張したが、懲役1年、執行猶予5年の判決を受ける。
ダイヤモンド映像では、桜樹ルイら10名以上の専属女優を抱え、目黒区青葉台・代々木上原に構えた本社でスタッフと女優が共同生活を送る。専属女優の中でも松坂季実子の作品はとくに人気を集め、このころ村西の年商は100億円超に達したとされる。このほか、黒木香の店（いわゆるタレントショップ）として渋谷東急文化村付近には高級焼肉店「香貴苑」を出店している(後に閉店)。
さらに日本ビデオ映画を設立し、かとうれいこ、本田美奈子、飯島直子、秋本奈緒美、横須賀昌美など一般のタレントを起用して、1990年から1992年にかけてビデオ映画の製作に進出。また、パワースポーツ企画販売ではアイドルのイメージビデオを手がけた。その他のグループ企業にはビックマンとビックマン販売がある。
しかし、ビデオ映画は失敗し、同時に過剰な不動産投資や、特に『通信衛星放送事業への過大投資』などによって、ダイヤモンド映像は1992年に約50億円の負債を抱えて倒産するに至った。すでにバブル景気は終わっていた。

### ビデオ安売王解散

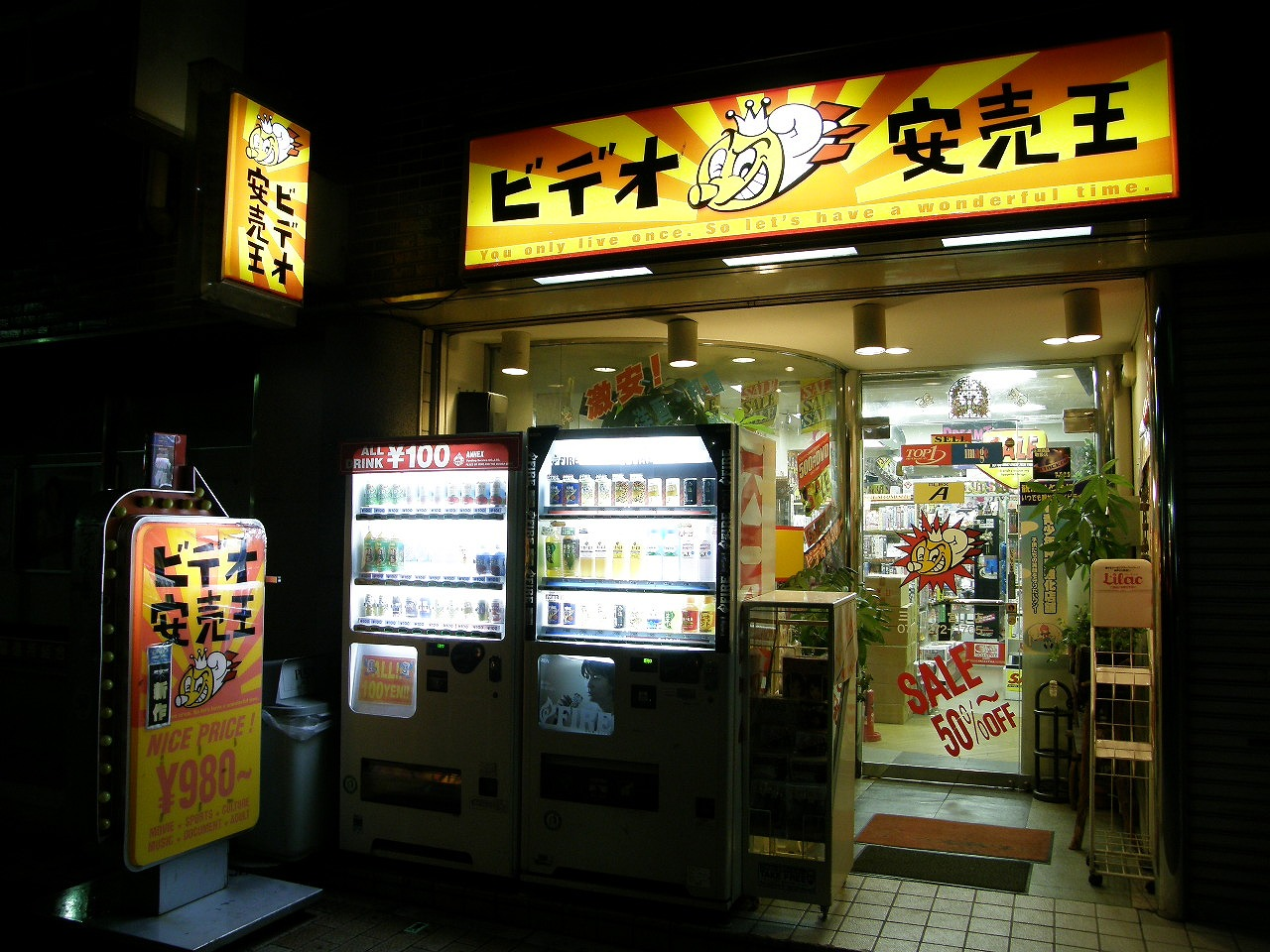
1994年12月からは、ビデオ安売王（日本ビデオ販売）と契約してセル専用のアダルトビデオを制作し、『実録若奥様』（小田かおる主演）などのヒット作を出す。（ビデオ安売王店三宮店）

1994年4月からアナログ方式のCSテレビ（コアテック方式スクランブル、CS BAAN）でダイヤモンドチャンネルの本放送を開始。月額3,500円の受信料を払って1日8時間放送のアダルトビデオを見るシステムで、約4,000件の受信契約があったが、1996年夏に放送を中止した。同時期には京都ローカルのKBS京都で『アイドルお嬢様』というテレビ番組を放送したり、新宿歌舞伎町でショーパブを経営していた。
この間の1994年12月からは、ビデオ安売王（日本ビデオ販売）と契約してセル専用のアダルトビデオを制作し、『実録若奥様』（小田かおる主演）などのヒット作を出す。 この村西の復帰第1弾発売の際のキャッチフレーズは 「帰ってきたハメ撮りの帝王」であった。日本ビデオ販売はほどなくして倒産。その後、株式会社「日本映画新」でビデオ制作を再開したものの、作品の多くはダイヤモンド映像時代の二次使用が主体であり、まもなく解散。1996年にはDVDによるアダルト向け作品を発売した。

### 全裸監督のドラマ化
2007年からはニューシネマジャパンで、過去の作品の販売などを中心に活動。2度の離婚を経験し、現在の妻は元AV女優で、当時会社の専属女優だった乃木真梨子。「会社が倒産すると『監督命でございます』とか『一生付いていきます』とか言ってても、ある日突然ネズミが船が沈むのを感じたらいなくなっちゃうように、誰もいなくなっちゃうんです。」しかし、乃木だけは「私は運命に逆らわない生き方をしたいから」と言って残ったという。事業失敗による50億円の借金に関しては2013年をもって完済したとインタビューで語っている。
2013年頃から一般メディアに再登場するようになり、2014年には15年にわたって村西の生活を撮り続けた映画『ナイスですね　村西とおる』が公開されている。
2016年に本橋信宏著の700頁に及ぶ評伝『全裸監督 村西とおる伝』（太田出版）が刊行されて翌2017年の第39回講談社ノンフィクション賞の最終候補作となった。この評伝をもとに、2019年と2021年に『全裸監督』と題しNetflixでドラマ化された。同年には片嶋一貴監督によるドキュメンタリー映画『M/村西とおる狂熱の日々 完全版』も公開された。

## 人物
- 政治信条は保守寄りであり、度々自説を語っている。また、出身地である事もあって東日本大震災および福島第一原子力発電所事故の発生以降噴出した福島県へのネガティブな印象やそれを流す勢力を批判する発言をTwitterで行っている[10]。
- ジャニーズ事務所の経営方針やジャニー喜多川性加害問題を批判している。一方で当時ジャニーズに所属していた長瀬智也が主演した映画『空飛ぶタイヤ』を肯定的に評価したり、退所した北公次や草彅剛を気にかけたりもしている[11][12][13]。
- ダイヤモンド映像が倒産し最も不遇の時期に結婚。間もなく息子が誕生した。当時は仕事にも恵まれず、経済的余裕もなかった事から公園や川、海に息子や夫人を連れて時間を過ごす事が多かったという。川や海では息子と魚釣りをしていた。村西曰く、公園や川や海はお金がかからないという事情もあった。
- 息子は難関私立小学校に合格。私立小学校を受験したのは夫人の「子供には良い環境で教育を受けさせたい」との意向がきっかけであった。村西は「記念受験」程度の気持ちで受験に臨んだという。合格した際には、育児本の出版や講演会などの依頼が殺到したが、我が子を飯のタネにしないと一切この件については語らなかった。2022年現在で27歳で、有名企業で働いているという。息子は、父の職業を知っているのか？と問われ、「それはわからないんです。そういうことに一切お互い触れたことがないですね」と説明。しかし、息子が小学2年生の時、先生から呼び出され、「世間では色々騒がれておりますよ。経済状態はどうなんですか?」と質問を受け、倒産したり破産したりした人でも学校を続けられるようなシステムがあるので、子どもを道連れにして学校を辞めるとかは止めてほしい、また子供が年頃で小学校・中学校・高校ぐらいの段階までは仕事を自粛したらどうか?などと言われたことがあるという[5]。

### 全裸監督
- 『全裸監督』では山田孝之が村西の役を務めている。これは書籍版を読んだ山田本人からの立候補であった。ちなみに村西は当初自身の役の候補として福山雅治を挙げていた。しかし周囲は山田を推しており、最終的に村西は納得して受け入れた[14]。
- 『全裸監督』のヒットにより斉藤慎二（ジャングルポケット）や草彅剛によってパロディにされるなどの反響を呼んだ。2020年末には『絶対に笑ってはいけない大貧民GoToラスベガス24時!』(日本テレビ、2020年12月31日放送)にゲスト出演し、草彅・斉藤と共演を果たしている[15]。
- 桑田佳祐は『全裸監督』を観たことを度々ラジオや連載で口にし、村西への敬意を語っている。一方の村西も『空飛ぶタイヤ』の主題歌「闘う戦士たちへ愛を込めて」を「秀逸でした」とTwitterで評価している[16][17][12]。

### 語録
- 「閨閥も学歴もコネもなにもないおれがあきらめるということは死ぬことなんだよ。だからあきらめることは選択肢にない」[3]
- 「なぜ興奮するのかっていうと、死ぬから。なぜ性欲があるかっていったら、死ぬから。なぜ欲しいかっていうと、死ぬから。なぜ女を美しいと思うかというと、死ぬから。死がなければ何も感動しないし、何も思わないよ。死があってこそ、性のたぎりがある、その究極がエロスだろうと、ね」[3]

## 作品
- 撮り下ろし名作品選・セーラー服シリーズ（監督と出演村西とおる、制作・発売株式会社日本映画新）

### 丸裸スポーツ大将
（日本映画新（ニューシネマジャパン）、監修:村西とおる）
- テニス編（?、TMX-031）VHS
- ルーム卓球編（?、TMX-032）VHS
- マラソン編（?、TMX-033）VHS
- ビーチバレー編（?、TMX-034）VHS
- 五種競技編（?、TMX-035）VHS

### 全日本お丸出し全裸選手権
（日本映画新（ニューシネマジャパン）、監督:村西とおる）
- 岩風呂編（?、TMX-036）VHS
- 縄とび編（?、TMX-037）VHS
- ゴルフ編（?、TMX-038）VHS
- 馬とび編（?、TMX-039）VHS
- お座敷のボールいじり編（?、TMX-040）VHS
- 滝湯の毛ながし編（?、TMX-042）VHS
- サッカー編（?、TMX-043）VHS

### 黒木香
- SMぽいの好き 黒木香（1986年10月2日、クリスタル映像、監督:村西とおる CH-31）
  - SMぽいの好き 黒木香（2013年4月30日、ダイヤモンド映像、監督:村西とおる DVI-001）
  - SMぽいの好き 黒木香（2020年2月15日、MT OFFICE、監督:村西とおる OMTS-001）
  - 村西とおる監督作品×黒木 香「SMぽいの好き」（2020年6月19日、MT OFFICE、監督:村西とおる GZMS-001）

### 松坂季実子
- 新聞記者・季実子 松坂季実子（1990年2月1日、ダイヤモンド映像、監督:村西とおる DVI-113）
  - 新聞記者・季実子 松坂季実子（2005年8月30日、ダイヤモンド映像、監督:村西とおる DVI-024D）
  - 新聞記者・季実子 松坂季実子（2008年4月25日、ダイヤモンド映像、監督:村西とおる DAIR-7）
  - 新聞記者季実子／とてつもないから見てちょうだい 松坂季実子（2009年1月29日、ダイヤモンド映像、監督:村西とおる DAIP-019）
- 代議士妻・季実子 松坂季実子（1990年3月1日、ダイヤモンド映像、監督:村西とおる DVI-121）
  - 代議士妻・季実子 松坂季実子（2005年8月30日、ダイヤモンド映像、監督:村西とおる DVI-025D）
  - 代議士妻・季実子 松坂季実子（2008年7月25日、ダイヤモンド映像、監督:村西とおる DAIS-032）
- 高級官僚・季実子 完結編 松坂季実子（1990年4月1日、ダイヤモンド映像、監督:村西とおる DVI-129）
- とてつもないから見てちょうだい 松坂季実子（1990年5月1日、ダイヤモンド映像、監督:村西とおる DVI-137）
- 犯されて…絶頂 松坂季実子（2000年1月31日、ニューシネマジャパンE、監督:村西とおる KMDVD-25）
- よすぎ泣き 松坂季実子（2001年7月2日、ニューシネマジャパン、監督:村西とおる GDV-23）
  - よすぎ泣き 松坂季実子（2013年6月15日、ダイヤモンド映像、監督:村西とおる DVI-002）
  - よすぎ泣き 松坂季実子（2017年2月16日、MT OFFICE、監督:村西とおる MT-011）
- 松坂季実子の教えてあげる 松坂季実子（2001年8月1日、ニューシネマジャパン、監督:村西とおる GDV-40）
  - 松坂季実子の教えてあげる 松坂季実子（2013年12月28日、ダイヤモンド映像、監督:村西とおる DVI-008）

### 卑弥呼
- やってなさそでそんなんじゃない娘（1990年8月11日、ダイヤモンド映像、監督:村西とおる DVI-167）
  - やってなさそでそんなんじゃない娘（2005年8月30日、ダイヤモンド映像、監督:村西とおる DVI-052D）
  - やってなさそでそんなんじゃない娘（2008年7月25日、ダイヤモンド映像、監督:村西とおる DAIS-36）
- 黒くてぶっといのが大好き 卑弥呼（1990年10月15日、ダイヤモンド映像、監督:村西とおる DVI-186）
  - 黒くてぶっといのが大好き 卑弥呼（2005年8月30日、ダイヤモンド映像、監督:村西とおる DVI-079D）
  - 黒くてぶっといのが大好き 卑弥呼（2008年8月27日、ダイヤモンド映像、監督:村西とおる DAIS-041）
- この体に男のロマンあり（1991年4月25日、ダイヤモンド映像、監督:村西とおる DVI-249）
- 愛は奇跡にファンタスティック（1991年6月25日、ダイヤモンド映像、監督:村西とおる DVI-269）
- 愛と腰づかいの果てに 卑弥呼（1991年11月25日、ダイヤモンド映像、監督:村西とおる DVI-320）
  - 愛と腰づかいの果てに 卑弥呼（2005年8月30日、ダイヤモンド映像、監督:村西とおる DVI-141D）
- 義父に犯された若妻 ミス日本 卑弥呼（1997年12月19日、ニューシネマジャパン、監督:村西とおる KMDVD-23）
- 悶え泣き 卑弥呼（2000年1月24日、ニューシネマジャパン、監修:村西とおる DNAS-004）
  - 悶え泣き 卑弥呼（2001年3月28日、ニューシネマジャパン、監修:村西とおる GDV-20）
- THE☆永久保存版 卑弥呼スペシャル 1（2004年5月24日、ニューシネマジャパン、監修:村西とおる DDSP-17）
- THE☆永久保存版 卑弥呼スペシャル 2（2004年5月24日、ニューシネマジャパン、監修:村西とおる DDSP-18）
- THE☆永久保存版 卑弥呼スペシャル（2014年8月31日、ダイヤモンド映像、監修:村西とおる DVI-017）

### 乃木真梨子
- 涙が流れるほど良かったから一生忘れない 乃木真梨子
  - （1990年11月11日、ダイヤモンド映像、監督:村西とおる DVI-193）
  - （2005年8月30日、ダイヤモンド映像、監督:村西とおる DVI-111D）
  - （2008年6月27日、ダイヤモンド映像、監督:村西とおる DAIS-25）
- 私が崩れた理由（1990年12月15日、ダイヤモンド映像、監督:村西とおる DVI-205）
- きつめかしらしめてもないのに（1991年1月15日、ダイヤモンド映像、監督:村西とおる DVI-215）
- 女秘書・真梨子（1991年3月15日、ダイヤモンド映像、監督:村西とおる DVI-235）
  - 女秘書・真梨子（2008年4月25日、ダイヤモンド映像、監督:村西とおる DAIS-011）
- 婚約者真梨子 乃木真梨子（1991年4月21日、ダイヤモンド映像、監督:村西とおる DVI-225）
- 若奥様 真梨子（1991年4月21日、ダイヤモンド映像、監督:村西とおる DVI-247）
- 美人女教師・真梨子 乃木真梨子（1991年5月21日、ダイヤモンド映像、監督:村西とおる DVI-257）
  - 美人女教師・真梨子（2005年8月30日、ダイヤモンド映像、監督:村西とおる DVI-112D）
- スイートバニー・真梨子（1991年6月21日、ダイヤモンド映像、監督:村西とおる DVI-268）
  - スイートバニー・真梨子（2005年8月30日、ダイヤモンド映像、監督:村西とおる DVI-077D）
- スチュワーデス・真梨子（1991年8月21日、ダイヤモンド映像、監督:村西とおる DVI-287）
  - スチュワーデス・真梨子（2005年8月30日、ダイヤモンド映像、監督:村西とおる DVI-113D）
  - スチュワーデス・真梨子（2008年8月27日、ダイヤモンド映像、監督:村西とおる DAIS-43）
- 濡れてひらく（1991年8月23日、ダイヤモンド映像、監督:村西とおる MAS-036）
- 義兄と若妻 のぞかれた美人妻（1991年10月21日、ダイヤモンド映像、監督:村西とおる DVI-307）
  - 義兄と若妻 のぞかれた美人妻（2005年8月30日、ダイヤモンド映像、監督:村西とおる DVI-078D）
- すすり泣きの女シリーズ 村西とおるの女（1991年、ビックマン、監督:村西とおる）
- 責め これ以上はない!!（1991年、ダイヤモンド映像、監督:村西とおる DVI-331）
  - 責め これ以上はない!!（2006年8月2日、ダイヤモンド映像、監督:村西とおる DVI-114D）
- 女の凄い性乱（1992年3月2日、ダイヤモンド映像、監督:村西とおる）
- 村西とおるの乙女白書 乃木真梨子（1992年、ダイヤモンド映像、監督:村西とおる PLY-03）
- 美神伝説 乃木真梨子（2001年9月28日、日本メディアサプライ、監督:村西とおる MSD-061）

### 沙羅樹
- 沙羅MY・LOVE 沙羅樹（1987年、クリスタル映像、監督:村西とおる CK-08）
- 若奥様・沙羅 沙羅樹（1990年、ダイヤモンド映像、監督:村西とおる DVI-160）
  - 若奥様・沙羅 沙羅樹（2005年8月30日、ダイヤモンド映像、監督:村西とおる DVI-012D）
  - 若奥様・沙羅 沙羅樹（2008年7月25日、ダイヤモンド映像、監督:村西とおる DAIS-035）
- 女教師・沙羅 沙羅樹（1990年、ダイヤモンド映像、監督:村西とおる DVI-170）
  - 女教師・沙羅 沙羅樹（2005年8月30日、ダイヤモンド映像、監督:村西とおる DVI-013D）
  - 女教師・沙羅 沙羅樹（2008年6月27日、ダイヤモンド映像、監督:村西とおる DAIS-023）
- ごきげん濡れ気分玉に恋 沙羅樹（1990年、ダイヤモンド映像、監督:村西とおる DVI-141）
  - ごきげん濡れ気分玉に恋 沙羅樹（2008年4月25日、ダイヤモンド映像、監督:村西とおる DAIS-008）
- 女教師 生徒の父に犯された 沙羅樹（2001年8月1日、ニューシネマジャパン、監督:村西とおる GDV-31）
  - 女教師 生徒の父に犯された 沙羅樹（2013年12月10日、ダイヤモンド映像、監督:村西とおる DVI-003）
  - 女教師 生徒の父に犯された 沙羅樹（2020年2月15日、MT OFFICE、監督:村西とおる OMTS-001）
- REVIVAL 復活 沙羅樹（2006年10月5日、タカラ映像、監督:村西とおる RVAL-01）
- セレブ 沙羅樹（2006年12月7日、ヒビノ、監督:村西とおる DRS-002）
- ごきげん濡れ気分玉に恋／女教師・沙羅 沙羅樹（2009年4月28日、ダイヤモンド映像、監督:村西とおる DAIP-029）- 2作品収録

### 北の国から愛の旅路
- 北の国から愛の旅路 第1巻・第2巻（1996年、ニューシネマジャパン、監督・脚本・出演:村西とおる TMX-081・TMX-082）VHS
  - 北の国から愛の旅路 第1巻・第2巻（1997年3月10日、ニューシネマジャパン、監督・脚本・出演:村西とおる DNA-01・DNA-02）DVD
  - 北の国から愛の旅路 第1巻・第2巻（2000年1月27日、クリスタル映像、監督・脚本・出演:村西とおる）DVD
  - 北の国から愛の旅路 第1巻・第2巻（2001年3月28日、ニューシネマジャパン、監督・脚本・出演:村西とおる GDV-15）DVD

### 犯されまくった シリーズ
- 犯されまくったセーラー服 12人の美少女陵辱された恥部（?、ニューシネマジャパン、監督:村西とおる TMX-044）全12名
- 犯されまくったセーラー服 1（2000年1月28日、ニューシネマジャパン、監督・脚本・出演:村西とおる DNA-004）全6名
- 犯されまくったセーラー服 2（1997年5月10日、ニューシネマジャパン、監督・脚本・出演:村西とおる DNA-006）全6名
- 犯されまくったセーラー服 4（1997年12月17日、ニューシネマジャパン、監督・脚本・出演:村西とおる DNA-010）全10名
- 犯されまくったセーラー服 5（2000年1月28日、ニューシネマジャパン、監督:村西とおる 	DNA-012）全5名
- 犯されまくったセーラー服 6（2000年1月28日、ニューシネマジャパン、監督:村西とおる 	DNA-014）全4名
- 犯されまくったセーラー服 7（2000年1月28日、ニューシネマジャパン、監督:村西とおる 	DNA-015）全8名
- 犯されまくったセーラー服 8（2000年1月28日、ニューシネマジャパン、監督:村西とおる 	DNA-017）全8名
- 犯されまくったセーラー服 9（2000年1月28日、ニューシネマジャパン、監督:村西とおる 	DNA-019）全8名
- 犯されまくったセーラー服 10（2000年1月28日、ニューシネマジャパン、監督:村西とおる DNA-020）全8名
- 犯されまくったセーラー服 11（2000年、ニューシネマジャパン、監督:村西とおる KMDVD-44）全6名
- 犯されまくったセーラー服 12（2000年、ニューシネマジャパン、監督:村西とおる KMDVD-48）全6名
- 犯されまくったセーラー服 14（2000年、ニューシネマジャパン、監督:村西とおる KMDVD-57）全2名
- 犯されまくった令嬢制服 1（2001年3月28日、ニューシネマジャパン、監督・脚本・出演:村西とおる GDV-11）全6名
- 犯されまくった令嬢制服 2（2001年3月28日、ニューシネマジャパン、監督・脚本・出演:村西とおる GDV-12）全6名
- 犯されまくった令嬢制服 3（2001年3月28日、ニューシネマジャパン、監督・脚本・出演:村西とおる GDV-13）全8名
- 犯されまくった令嬢制服 4（2001年3月28日、ニューシネマジャパン、監督・脚本・出演:村西とおる GDV-14）全10名
- 犯されまくったウブな素人娘 ひろすえ涼子・すいぜんじ清子（2001年9月3日、ニューシネマジャパン、監督:村西とおる GDV-46）

### 村西とおるのどかーんとイッていただきました シリーズ
- 村西とおるのどかーんとイッていただきました 2 小田かおる・森下愛子（2002年3月29日、Gファクトリー、監督:村西とおる DMTV-02）DVD
- 村西とおるのどかーんとイッていただきました 3 小鳩美愛・川島なおみ（2002年3月29日、Gファクトリー、監督:村西とおる DMTV-03）DVD
- 村西とおるのどかーんとイッていただきました 4 朝吹ケイト・岡田優（2002年3月29日、Gファクトリー、監督:村西とおる DMTV-04）DVD
- 村西とおるのどかーんとイッていただきました 5 松坂季実子 ほか（2002年3月29日、Gファクトリー、監督:村西とおる DMTV-05）DVD
- 村西とおるのどかーんとイッていただきました 1 諸星美奈（2003年4月1日、Gファクトリー、監督:村西とおる MTV-01）VHS
- 村西とおるのどかーんとイッていただきました 4 岡田優（2003年5月1日、Gファクトリー、監督:村西とおる MTV-04）VHS

### 文句のつけようがないビデオシリーズ
- 文句のつけようがないビデオシリーズ 1 原ひろみ 19才（?、ニューシネマジャパン、監督:村西とおる TMX-046）VHS
- 文句のつけようがないビデオシリーズ 2 柏原久美江 20才（?、ニューシネマジャパン、監督:村西とおる TMX-047）VHS
- 文句のつけようがないビデオシリーズ 3 黒田ひとみ 18才（?、ニューシネマジャパン、監督:村西とおる TMX-048）VHS
- 文句のつけようがないビデオシリーズ 4 細野ふみえ 19才、泉今日子 19才（?、ニューシネマジャパン、監督:村西とおる TMX-049）VHS
- 文句のつけようがないビデオシリーズ 5 高樹陽子 19才（?、ニューシネマジャパン、監督:村西とおる TMX-050）VHS
- 文句のつけようがないビデオシリーズ 6 さえきとも 19才（諸星美奈）（?、ニューシネマジャパン、監督:村西とおる TMX-083）VHS
- 文句のつけようがないビデオシリーズ 7 堂本あけみ 19才（?、ニューシネマジャパン、監督:村西とおる TMX-084）VHS
- 文句のつけようがないビデオシリーズ 8 藤谷あおい 19才（?、ニューシネマジャパン、監督:村西とおる TMX-085）VHS
- 文句のつけようがないビデオシリーズ 9 小林ともこ 19才（?、ニューシネマジャパン、監督:村西とおる TMX-086）VHS
- 文句のつけようがないビデオシリーズ 10 香坂良美 19才（?、ニューシネマジャパン、監督:村西とおる TMX-087）VHS
- 文句のつけようがないビデオシリーズ 11 岡本まお 18才（?、ニューシネマジャパン、監督:村西とおる TMX-026）VHS
- 文句のつけようがないビデオシリーズ 12 小松里美 19才（?、ニューシネマジャパン、監督:村西とおる TMX-027）VHS
- 文句のつけようがないビデオシリーズ 13 鈴木めぐみ 18才（?、ニューシネマジャパン、監督:村西とおる TMX-028）VHS
- 文句のつけようがないビデオシリーズ 14 鈴木霞 19才（?、ニューシネマジャパン、監督:村西とおる TMX-029）VHS
- 文句のつけようがないビデオシリーズ 15 水原ちあき 18才（?、ニューシネマジャパン、監督:村西とおる TMX-030）VHS

### 村西とおる作品集
- 村西とおる作品集 VOLUME.01［帝王］（2007年2月8日、タカラ映像、監督:村西とおる NICE-01）
- 村西とおる作品集 VOLUME.02［伝説］（2007年2月8日、タカラ映像、監督:村西とおる NICE-02）
- 村西とおる作品集 VOLUME.03［不屈］（2007年3月8日、タカラ映像、監督:村西とおる NICE-03）
- 村西とおる作品集 VOLUME.04［飛翔］（2007年3月8日、タカラ映像、監督:村西とおる NICE-04）

### 日本ビデオ販売・ビデオ安売王
- 舞い上る鳥のような律子 宮里律子（メリット、監督:村西とおる KCF-002）
- 彼氏にばれたら殺される 命預けます 広瀬由美（六本木メリット、監督:村西とおる DEL-001）
- パパは不動産屋さん 援助交際入門 斎藤友里恵（六本木メリット、監督:村西とおる DEL-004）
- お父さんが死んだから脱ぎました 長淵今日子（六本木メリット、監督:村西とおる DEL-005）
- 抱かれるのが好きです 彼氏以外のもう一人の男に 斉藤絵里花（六本木メリット、監督:村西とおる DEL-007）
- 場所柄をわきまえず サッカー部の部室と公園のトイレでやったことがあります。 桜樹玲奈（六本木メリット、監督:村西とおる DEL-008）
- 私は有名なロックシンガーR.Tの愛人です 過激でｴエグイファックンロール！！ 土屋百合子（六本木メリット、監督:村西とおる DEL-009）
- 村西とおるコスプレ劇場 好色尼僧物語（メリット、監督:村西とおる TMT-001）
- 村西とおるコスプレ劇場 突かれて絶頂（メリット、監督:村西とおる TMT-002）
- 村西とおるコスプレ劇場 乱れ腰 隣の妹 お嬢さま絶叫（メリット、監督:村西とおる TMT-003）
- 村西とおるコスプレ劇場 エプロンFUCK（メリット、監督:村西とおる TMT-004）
- 村西とおるコスプレ劇場 ミスコン美女ぬれ（メリット、監督:村西とおる TMT-005）
- 村西とおるコスプレ劇場 突いて欲しいの エッチ志願のフェンシングガール（メリット、監督:村西とおる TMT-006）
- 村西とおるコスプレ劇場 制服の美少女（メリット、監督:村西とおる TMT-009）
- 村西とおるコスプレ劇場 濡れて長襦袢（メリット、監督:村西とおる）
- 村西とおるコスプレ劇場 ドレスの貴婦人（メリット、監督:村西とおる）
- 村西とおるコスプレ劇場 スチュワーデス物語　Vol.1（メリット、監督:村西とおる JAL-001）
- 村西とおるコスプレ劇場 スチュワーデス物語　Vol.2（メリット、監督:村西とおる JAL-002）
- 村西とおるコスプレ劇場 スチュワーデス物語　Vol.3（メリット、監督:村西とおる JAL-003）
- 村西とおるコスプレ劇場 スチュワーデス物語　Vol.4（メリット、監督:村西とおる JAL-004）
- 花嫁　Part.1（メリット、監督:村西とおる MRT-001）
- 花嫁　Part.2（メリット、監督:村西とおる MRT-002）
- 花嫁　Part.3（メリット、監督:村西とおる MRT-003）
- 花嫁　Part.4（メリット、監督:村西とおる MRT-004）
- 花嫁　Part.5（メリット、監督:村西とおる MRT-005）
- 花嫁　Part.6（メリット、監督:村西とおる MRT-006）
- 花嫁　Part.7（メリット、監督:村西とおる MRT-007）
- 花嫁　Part.8（メリット、監督:村西とおる MRT-008）
- 花嫁　Part.9（メリット、監督:村西とおる MRT-009）
- 花嫁　Part.10（メリット、監督:村西とおる MRT-010）
- 花嫁　Part.11（メリット、監督:村西とおる MRT-011）
- 花嫁　Part.12（メリット、監督:村西とおる MRT-012）
- 舞い上がる鳥のような律子 宮里律子（メリット、監督:村西とおる KCF-002）
- 史上最強のマンコ 山田まりあ（イレブン、監督:村西とおる SO-02）

### 「ブルセラを撮る」シリーズ
- ウォーミングUP 初挑戦！「ブルセラを撮る」02 セーラー服 濡れちょぼ日記（メリット、監督:村西とおる）
- ウォーミングUP 初挑戦！「ブルセラを撮る」03 セーラー服 花ビラ日記（メリット、監督:村西とおる）
- ウォーミングUP 初挑戦！「ブルセラを撮る」04 セーラー服 ズッポリ日記（メリット、監督:村西とおる）
- ウォーミングUP 初挑戦！「ブルセラを撮る」07 セーラー服 許して下さい日記（メリット、監督:村西とおる）
- ウォーミングUP 初挑戦！「ブルセラを撮る」09 セーラー服 おちゃぶり日記（メリット、監督:村西とおる）
- ウォーミングUP 初挑戦！「ブルセラを撮る」10 セーラー服 指ほじり日記（メリット、監督:村西とおる）
- ウォーミングUP 初挑戦！「ブルセラを撮る」11 セーラー服 よがり泣き日記（メリット、監督:村西とおる）
- ウォーミングUP 初挑戦！「ブルセラを撮る」? セーラー服 後ズッポリ日記（メリット、監督:村西とおる）
- ウォーミングUP 初挑戦！「ブルセラを撮る」? セーラー服 アボガド日記（メリット、監督:村西とおる）
- ウォーミングUP 初挑戦！「ブルセラを撮る」? セーラー服 腰くだけ日記（メリット、監督:村西とおる）
- ウォーミングUP 初挑戦！「ブルセラを撮る」? セーラー服 困ります日記（メリット、監督:村西とおる）

### Sweet Angels
- Sweet Angels（ニューシネマジャパン、監督:村西とおる）DVD
  - Sweet Angels Vol.1 桜樹ルイ（SWEETANGELS-01）
  - Sweet Angels Vol.2 松坂季実子 1（SWEETANGELS-02）
  - Sweet Angels Vol.3 松坂季実子 2（SWEETANGELS-03）
  - Sweet Angels Vol.4 松坂季実子 3（SWEETANGELS-04）
  - Sweet Angels Vol.5 響奈美 卑弥呼（SWEETANGELS-05）
  - Sweet Angels Vol.6 アニータ 坂上真琴（SWEETANGELS-06）
  - Sweet Angels Vol.7 横須賀昌美 北岡錦（SWEETANGELS-07）
  - Sweet Angels Vol.8 蒲池法子 高倉真理子（SWEETANGELS-08）
  - Sweet Angels Vol.9 新庄レミ 片岡梨奈（SWEETANGELS-09）
  - Sweet Angels Vol.10 中山美穂子 川名恵子（SWEETANGELS-10）
  - Sweet Angels Vol.11 矢崎清美 三崎ゆき（SWEETANGELS-11）
  - SWEET Angels Vol.12 深見みゆみ 鈴木まゆみ（SWEETANGELS-12）
  - Sweet Angels Vol.13 小谷みかこ 緒本ゆかり（SWEETANGELS-13）
  - Sweet Angels Vol.14 島倉みどり 小林美輪子（SWEETANGELS-14）
  - Sweet Angels Vol.15 田代ゆかり 安田博子（SWEETANGELS-15）
  - Sweet Angels Vol.16 五原えつこ 田中佳子（SWEETANGELS-16）
  - Sweet Angels Vol.17 松嶋佐知子 吉永博子（SWEETANGELS-17）
  - Sweet Angels Vol.18 叶 美華 かつらぎ忍（SWEETANGELS-18）

### こんな美しい顔して、凄くハメてる女達
- こんな美しい顔して、凄くハメてる女達（性の情報文化社、監督:村西とおる）
  - こんな美しい顔して、凄くハメてる女達 1（ASOS-01）全6名
  - こんな美しい顔して、凄くハメてる女達 2（ASOS-02）全6名
  - こんな美しい顔して、凄くハメてる女達 3（ASOS-03）全6名
  - こんな美しい顔して、凄くハメてる女達 4（ASOS-04）全6名
  - こんな美しい顔して、凄くハメてる女達 5（ASOS-05）全6名
  - こんな美しい顔して、凄くハメてる女達 6（ASOS-06）全6名
  - こんな美しい顔して、凄くハメてる女達 7（ASOS-07）全6名
  - こんな美しい顔して、凄くハメてる女達 8（ASOS-08）全6名
  - こんな美しい顔して、凄くハメてる女達 9（ASOS-09）全6名
  - こんな美しい顔して、凄くハメてる女達 10（ASOS-10）全6名

### 犯された隣のお姉さま ファック・ワールド
- 犯された隣のお姉さま ファック・ワールド（ニューシネマジャパン、監修:村西とおる）
  - 犯された隣のお姉さま ファック・ワールド 1（2001年1月15日、GDV-01）全5名
  - 犯された隣のお姉さま ファック・ワールド 2（2001年1月15日、GDV-02）全5名
  - 犯された隣のお姉さま ファック・ワールド 3（2001年1月15日、GDV-03）全5名
  - 犯された隣のお姉さま ファック・ワールド 4（2001年1月15日、GDV-04）全5名
  - 犯された隣のお姉さま ファック・ワールド 5（2001年1月15日、GDV-5）全5名

### 犯された隣のお嬢さま ファック・ワールド
- 犯された隣のお嬢さま ファック・ワールド（ニューシネマジャパン、監修:村西とおる）
  - 犯されたお嬢さま ファック・ワールド 1（2001年4月2日、GDV-06）全8名
  - 犯されたお嬢さま ファック・ワールド 2（2001年4月2日、GDV-06）全8名
  - 犯されたお嬢さま ファック・ワールド 3（2001年4月2日、GDV-06）全8名
  - 犯されたお嬢さま ファック・ワールド 4（2001年4月2日、GDV-06）全8名
  - 犯されたお嬢さま ファック・ワールド 5（2001年4月2日、GDV-06）全8名

### 犯された隣の若奥様
- 犯された隣の若奥様（ニューシネマジャパン、監修:村西とおる）
  - 犯された隣の若奥様 1（2001年9月3日、GDV-41）全12名
  - 犯された隣の若奥様 2（2001年9月3日、GDV-42）全12名
  - 犯された隣の若奥様 3（2001年9月3日、GDV-43）全12名
  - 犯された隣の若奥様 4（2001年9月3日、GDV-44）全12名
  - 犯された隣の若奥様 5（2001年9月3日、GDV-45）全12名

### 「噂の！！」シリーズ
- 噂の！！本物人妻 黒木ひ○み［本名］登場（2006年12月21日、タカラ映像、監督:村西とおる RVAL-03）
- 噂の！！箱入り娘 犯された美少女（2007年1月5日、タカラ映像、監督:村西とおる RVAL-04）
- 噂の！！美人令嬢 世田谷のお嬢様（2007年1月5日、タカラ映像、監督:村西とおる RVAL-05）
- 噂の！！素人令嬢 騙された素人お姉様（2007年2月8日、タカラ映像、監督:村西とおる RVAL-06）
- 噂の！！変態人妻 凄まじき素人変態人妻（2007年2月8日、タカラ映像、監督:村西とおる RVAL-07）
- 噂の巨乳人妻！！ ハメられた素人巨乳妻（2007年3月8日、タカラ映像、監督:村西とおる RVAL-08）
- 噂の！！元グラビア妻 つまみ喰われたグラドル奥様（2007年4月5日、タカラ映像、監督:村西とおる RVAL-09）
- 噂の！！リアル生娘 騙された極上桃尻娘（2007年4月5日、タカラ映像、監督:村西とおる RVAL-10）

### 「THE☆永久保存版」シリーズ
- THE☆永久保存版 牧瀬めぐみスペシャル（2004年5月24日、ニューシネマジャパン、監修:村西とおる DDSP-01）
- THE☆永久保存版 坂上真琴スペシャル（2004年5月24日、ニューシネマジャパン、監修:村西とおる DDSP-02）
- THE☆永久保存版 高倉真理子スペシャル（2004年5月24日、ニューシネマジャパン、監修:村西とおる DDSP-03）
- THE☆永久保存版 朝比奈めぐみスペシャル（2004年5月24日、ニューシネマジャパン、監修:村西とおる DDSP-04）
  - THE☆永久保存版 朝比奈めぐみスペシャル（2014年11月30日、ダイヤモンド映像、監修:村西とおる DVI-020）
- THE☆永久保存版 乃木真梨子スペシャル（2004年5月24日、ニューシネマジャパン、監修:村西とおる DDSP-05）
  - THE☆永久保存版 乃木真梨子スペシャル（2014年1月31日、ダイヤモンド映像、監修:村西とおる DVI-009）
- THE☆永久保存版 沙羅樹・柏木よしみスペシャル（2004年5月24日、ニューシネマジャパン、監修:村西とおる DDSP-06）
- THE☆永久保存版 響奈美スペシャル（2004年5月24日、ニューシネマジャパン、監修:村西とおる DDSP-07）
  - THE☆永久保存版 響奈美スペシャル（2014年2月28日、ダイヤモンド映像、監修:村西とおる DVI-010）
- THE☆永久保存版 美雪沙織スペシャル（2004年5月24日、ニューシネマジャパン、監修:村西とおる DDSP-08）
  - THE☆永久保存版 美雪沙織スペシャル（2014年4月30日、ダイヤモンド映像、監修:村西とおる DVI-012）
- THE☆永久保存版 野坂なつみスペシャル（2004年5月24日、ニューシネマジャパン、監修:村西とおる DDSP-09）
  - THE☆永久保存版 野坂なつみスペシャル（2014年5月31日、ダイヤモンド映像、監修:村西とおる DVI-013）
- THE☆永久保存版 田中露央沙スペシャル（2004年5月24日、ニューシネマジャパン、監修:村西とおる DDSP-10）
  - THE☆永久保存版 田中露央沙スペシャル（2014年9月30日、ダイヤモンド映像、監修:村西とおる DVI-018）
- THE☆永久保存版 ミステリアス・Kスペシャル（2004年5月24日、ニューシネマジャパン、監修:村西とおる DDSP-11）
- THE☆永久保存版 横須賀昌美スペシャル（2004年5月24日、ニューシネマジャパン、監修:村西とおる DDSP-12）
  - THE☆永久保存版 横須賀昌美スペシャル（2014年7月31日、ダイヤモンド映像、監修:村西とおる DVI-016）
- THE☆永久保存版 桜樹ルイスペシャル 1（2004年5月24日、ニューシネマジャパン、監修:村西とおる DDSP-13）
- THE☆永久保存版 桜樹ルイスペシャル 2（2004年5月24日、ニューシネマジャパン、監修:村西とおる DDSP-14）
- THE☆永久保存版 小鳩美愛スペシャル 1（2004年5月24日、ニューシネマジャパン、監修:村西とおる DDSP-15）
- THE☆永久保存版 小鳩美愛スペシャル 2（2004年5月24日、ニューシネマジャパン、監修:村西とおる DDSP-16）
- THE☆永久保存版 卑弥呼スペシャル 1（2004年5月24日、ニューシネマジャパン、監修:村西とおる DDSP-17）
- THE☆永久保存版 卑弥呼スペシャル 2（2004年5月24日、ニューシネマジャパン、監修:村西とおる DDSP-18）
  - THE☆永久保存版 卑弥呼スペシャル（2014年8月31日、ダイヤモンド映像、監修:村西とおる DVI-017）
- THE☆永久保存版 北岡錦スペシャル（2004年5月24日、ニューシネマジャパン、監修:村西とおる DDSP-19）
  - THE☆永久保存版 北岡錦スペシャル（2014年3月31日、ダイヤモンド映像、監修:村西とおる DVI-011）
- THE☆永久保存版 桃瀬くららスペシャル（2004年5月24日、ニューシネマジャパン、監修:村西とおる DDSP-20）
  - THE☆永久保存版 桃瀬くららスペシャル（2014年6月30日、ダイヤモンド映像、監修:村西とおる DVI-015）
- THE☆永久保存版 栗田ひろ子スペシャル（2004年5月24日、ニューシネマジャパン、監修:村西とおる DDSP-21）
  - THE☆永久保存版 栗田ひろ子スペシャル（2014年5月31日、ダイヤモンド映像、監修:村西とおる DVI-014）

### 「すすり泣きの女」シリーズ
- すすり泣きの女シリーズ（ビックマン、監督:村西とおる）
  - 葛飾柴又のおんな 蒲池法子（1990年 BIC-12）
  - 横浜ベイブリッジの女 丘ひろみ（1990年 BIC-21）
  - 幕張メッセの女 柏木よしみ（1990年 BIC-29）
  - 北新地の女　田代緑（1990年 BIC-54）
  - 釧路の女 昭島真理子（1990年 BIC-62）
  - 東京の女 桐生加奈子（1990年 BIC-80）
  - 熱海の女 名前を明かせない本物人妻（1990年 BIC-98）
  - 神戸の女 飯倉佐和子（1990年 BIC-107）
  - 福島の女 可愛美咲（1990年 BIC-116）
  - 博多の女 多岐川裕子（1990年）
  - 奥飛騨の女 前島芹（1990年）
  - 東京の女 2 本物人妻（1990年）
  - すすきのの女 霧子（1990年）
  - 代々木上原の女 白鳥麗子（1991年3月25日 BIC-125）
  - 代々木上原の女 2 柏原芳美（1991年4月25日 BIC-134）
  - 渋谷道玄坂の女 藤小雪（1991年5月25日 BIC-143）
  - 長野の女 美里美由記（1991年6月25日 BIC-153）
  - 函館の女 井出直子（1991年 BIC-163）
  - 岩手の女 田中露央沙（1991年 BIC-173）
  - 営業課長の女 柏木よしみ（1991年9月25日 BIC-183）
  - 港の女 島津千秋（1991年 BIC-193）
  - 村西とおるの女 乃木真梨子（1991年）
  - 代々木上原の女 3 石川ひろみ（1991年 BIC-203）
  - 新宿の女 胡蝶きらら（1991年12月25日 BIC-213）
  - 池袋の女 滝沢りえ（1992年1月25日 BIC-223）
  - 船室の女 牧瀬めぐみ（1992年2月25日 BIC-233）
  - 面接に来た女 石倉珠美（1992年4月16日 BIC-245）

### 「性生活の知恵」シリーズ
- 新・性生活の知恵 入門編 黒木香 沙羅樹（1988年5月1日、ブックマン社、監督:村西とおる B-400001）
- 性生活の知恵 2 初級編 黒木香 沙羅樹（1989年12月20日、ブックマン社、監督:村西とおる B-420002）
- 性生活の知恵 3 中級編 松坂季実子 黒木香（1989年12月20日、ブックマン社、監督:村西とおる B-400003）
- 性生活の知恵 4 上級編 松坂季実子 黒木香（1989年12月20日、ブックマン社、監督:村西とおる B-400004）
- 性生活の知恵 5 大人の玩具 商品カタログ 松坂季実子 高倉真理子、野坂なつみ、柏木よしみ（1990年5月1日、ブックマン社、監督:村西とおる B400005）
- 性生活の知恵 6 大人の玩具 マル秘大公開 松坂季実子 高倉真理子、野坂なつみ、柏木よしみ（1990年5月1日、ブックマン社、監督:村西とおる B-400006）

### 「秘められた性の報告書」シリーズ
- 秘められた性の報告書 （ビックマン）
  - 人妻の浮気（1989年、監修:村西とおる）
  - 妻と友人（1990年3月5日、監督:村西とおる BIC-17）
  - 浮気志願の妻（1990年4月5日、監修:村西とおる BIC-25）
  - 年上の奥さん（1990年5月5日、監督:村西とおる BIC-33）
  - 妻と妹（1990年5月25日、監修:村西とおる BIC-36）
  - 部下の若奥様（1990年、監督:村西とおる）
  - 人前でするのが好きな妻達 スキすぎる妻達（1990年、監修:村西とおる）
  - 妻と義弟（1990年、監修:村西とおる）
  - 出戻り娘と隣のおじさん（1990年、監修:村西とおる）
  - 年上の奥さん（1990年、監修:村西とおる）
  - 待ち濡れた人妻（1990年、監修:村西とおる）
  - 妻と前夫（1990年、監修:村西とおる BIC-66）
  - 友人の奥さん（1990年、監修:村西とおる）
  - 隣の奥さん（1990年、監修:村西とおる）
  - 懲役にいった男の妻達（1990年、監修:村西とおる）
  - 不倫妻（1990年、監督:村西とおる）
  - 新妻とおじさん（1990年、監修:村西とおる）
  - 夫と義妹（1990年、監督:村西とおる）
  - 他の男と寝たい人妻たち（1991年、監督:村西とおる）

### 「女は気持ちいいよ」シリーズ
- 女は気持ちいいよ 2 原ひろみ ほか 全5名（1998年、リビエール、監督:村西とおる RB-02）
- 女は気持ちいいよ 3 小松里美 ほか（1998年、リビエール、監督:村西とおる RB-03）
- 女は気持ちいいよ 4 桜樹陽子 ほか 全5名（1998年、リビエール、監督:村西とおる RB-04）
- 女は気持ちいいよ 5 待田静子 ほか 全4名（1998年、リビエール、監督:村西とおる RB-05）
- 女は気持ちいいよ 6 園田美樹（1998年、リビエール、監督:村西とおる）
- 女は気持ちいいよ 7 荒木あけみ ひとみ 高田陽子 中野裕子（1998年、リビエール、監督:村西とおる RB-08）
- 女は気持ちいいよ 8 高樹陽子 ほか 全4名（1998年6月16日、リビエール、監督:村西とおる RB-12）
- 女は気持ちいいよ 12 素人娘:5人（1998年9月25日、リビエール、監督:村西とおる RB-27）

### クリスタル映像 作品
- 池田理代子イン・ハワイ ハワイの休日 池田理代子（1984年、クリスタル映像、監督:村西とおる）
- セーラー服の女ともだち 沙羅樹・美穂由紀・番匠愛（1987年、クリスタル映像、監督:村西とおる CF-01）全3名
- うしろ好きの私 美穂由紀（1987年、クリスタル映像、監督:村西とおる CK-60）
- 愛しか愛せない 番匠愛（1987年、クリスタル映像、監督:村西とおる CK-62）
- 去年の夏のように 桜沢ありす（1987年、クリスタル映像、監督:村西とおる CK-65）
- とどめの「アレ」 柳川そのよ（1987年、クリスタル映像、監督:村西とおる CK-68）
- ダンシング・ドール 川辺かすみ（1987年9月10日、クリスタル映像、監督:村西とおる CK-71）
- ナイスですね！！ マリアン（1987年、クリスタル映像、監督:村西とおる CK-74）
- 元気一発！！ 篠原あゆみ（1987年、クリスタル映像、監督:村西とおる CK-76）
- どうしようもない私 中ひろみ(東清美)（1987年11月5日、クリスタル映像、監督:村西とおる CK-80）
- 瞳のしずく 雫瞳（1987年11月12日、クリスタル映像、監督:村西とおる CK-82）
- 準優勝の女 平山千夏（1987年、クリスタル映像、監督:村西とおる CK-83）
- 彼より大好き 紀本葵（1987年12月10日、クリスタル映像、監督:村西とおる CK-89）
- 度胸一代 豊田聖梨華（1987年、クリスタル映像、監督:村西とおる CO-02）
- 性血の刻 豊田爽亜薇（1987年、クリスタル映像、監督:村西とおる CO-04）
- 札幌の女 やりすぎたミルク遊び 南条由美（1987年、クリスタル映像、監督:村西とおる CO-05）
- 北の国から 高原瞳 （1987年、クリスタル映像、監督:村西とおる CO-06）
- 向獅子の女 満々子（1987年、クリスタル映像、監督:村西とおる CO-08）
- 松本君の行く時来る時（1987年12月24日、クリスタル映像、監督:村西とおる CO-10）
- 女子大生の進路指導 覇牝手華梨（1987年、クリスタル映像、監督:村西とおる CO-11）
- 駅弁大将物語 いじり魔子（日向まこ）（1988年1月16日、クリスタル映像、監督:村西とおる CC-03）
- 再見再来 梶谷直美（1988年、クリスタル映像、監督:村西とおる CC-04）
- シークレットファンタジィー 青木琴美（1988年1月28日、クリスタル映像、監督:村西とおる CC-06）
- 夢風船 篠原さゆり（1988年、クリスタル映像、監督:村西とおる CC-07）
- とおる君の個人教授 唐田好子（1988年、クリスタル映像、監督:村西とおる CC-09）
- 愛しのパートナー 永井陽子（1988年、クリスタル映像、監督:村西とおる CC-12）
- 顔にベチョッとしてください 梶原恭子（1988年3月17日、クリスタル映像、監督:村西とおる CC-18）
- いやらしいんです 青木琴美（1988年、クリスタル映像、監督:村西とおる CC-20）
- ファンタスティックで恐縮です。（1988年4月28日、クリスタル映像、監督:村西とおる CC-26）
- ありがとうトシちゃん 梶原恭子（1988年4月26日、クリスタル映像、監督:村西とおる CC-27）
- ナイス・ロリータ 薬師丸ひろみ（1988年5月12日、クリスタル映像、監督:村西とおる CC-29）
- チャーミング・愛 番匠愛（1988年6月9日、クリスタル映像、監督:村西とおる CC-36）
- 奪撮の女エレガンス 更科博子（1988年6月23日、クリスタル映像、監督:村西とおる CC-39）
- ブルータス昇天す!! 梶原恭子（1988年7月14日、クリスタル映像、監督:村西とおる CC-44）
- 破廉恥な刻 木之内聖子（1988年10月1日、クリスタル映像、監督・出演:村西とおる DVI-1）

### ダイヤモンド映像 作品
- 監督ノート・浅草ロック座なぐり込み！？ 青木琴美 沙羅樹 黒木香 梶谷直美 その他ダイヤモンドの女たち（1988年10月11日、ダイヤモンド映像、主演:村西とおる DVI-03）
- 若奥様 2 麻美 真性若奥様シリーズ（1988年、ダイヤモンド映像、監督:村西とおる DVI-10）
- エロティズムを超えて 野坂なつみ（1989年、ダイヤモンド映像、監督:村西とおる DVI-118）
- ホジッてください 桜樹ルイ（1990年9月15日、ダイヤモンド映像、監督:村西とおる DVI-177）
- 若奥様・露央沙 田中露央沙（1990年10月25日、ダイヤモンド映像、監督:村西とおる DVI-180）
  - 若奥様・露央沙 田中露央沙（2005年8月30日、ダイヤモンド映像、監督:村西とおる DVI-110D）
- ぶっといのでしびれちゃった 田中露央沙（1990年12月25日、ダイヤモンド映像、監督:村西とおる DVI-203）
- 埼玉エマニエル夫人 野坂なつみ（1990年、ダイヤモンド映像、監督:村西とおる DVI-133）
  - 埼玉エマニエル夫人 野坂なつみ（2008年7月25日、ダイヤモンド映像、監督:村西とおる DAIS-034）
- 美人スチュワーデス・なつみ 野坂なつみ（1990年、ダイヤモンド映像、監督:村西とおる DVI-139）
  - 美人スチュワーデス・なつみ 野坂なつみ（2005年8月30日、ダイヤモンド映像、監督:村西とおる DVI-048D）
  - 美人スチュワーデス・なつみ 野坂なつみ（2008年8月27日、ダイヤモンド映像、監督:村西とおる DAIS-040）
- ダイヤモンドのお嬢さん くらら（1991年5月15日、ダイヤモンド映像 DVI-255）
- SMぽいが大好き 牧瀬めぐみ（1991年6月1日、ダイヤモンド映像、監督:村西とおる DVI-262）
  - SMぽいが大好き 牧瀬めぐみ（2005年8月30日、ダイヤモンド映像、監督:村西とおる DVI-058D）
  - SMぽいが大好き 牧瀬めぐみ（2008年6月27日、ダイヤモンド映像、監督:村西とおる DAIS-30）
- お嬢様・錦（1991年7月15日、ダイヤモンド映像、監督:村西とおる DVI-275）
- 新説・無法松の一生 藤小雪（1991年7月21日、ダイヤモンド映像、監督:村西とおる DVI-278）
  - 新説 無法松の一生 藤小雪（2005年8月30日、ダイヤモンド映像、監督:村西とおる DVI-081D）
- 性獣の叫び 篠宮響子（1991年12月21日、ダイヤモンド映像、監督:村西とおる DVI-329）
  - 性獣の叫び 篠宮響子（2005年8月30日、ダイヤモンド映像、監督:村西とおる DVI-104D）
- お願い、いたずらしないで 浅田温子（1991年、ダイヤモンド映像、監督:村西とおる DVI-281）
  - お願い、いたずらしないで 浅田温子（2005年8月30日、ダイヤモンド映像、監督:村西とおる DVI-061D）
- ダイヤモンドのお嬢さん・ひろこ 栗田ひろこ（1991年、ダイヤモンド映像、監督:村西とおる DVI-292）
  - ダイヤモンドのお嬢さん・ひろこ 栗田ひろこ（2005年8月30日、ダイヤモンド映像、監督:村西とおる DVI-099D）
- デッカイのが好き 山本博美（1991年、ダイヤモンド映像、監督:村西とおる DVI-318）
  - デッカイのが好き 山本博美（2005年8月30日、ダイヤモンド映像、監督:村西とおる DVI-149D）
- 110cmの絶頂具合 岸ゆり（1992年2月15日、ダイヤモンド映像、監督:村西とおる DVI-349）
  - 110cmの絶頂具合 岸ゆり（2005年8月30日、ダイヤモンド映像、監督:村西とおる DVI-097D）
- お尻にいっぱい！ 桃瀬くらら（ダイヤモンド映像、監督:村西とおる）
  - （1992年2月29日 DVI-355）
  - （2005年8月30日 DVI-119D）
- 濡れてFAXしびれ腰 奥忍（1992年3月11日、ダイヤモンド映像、監督:村西とおる DVI-359）
- ももれんぱつ 桔梗麗花（1992年、ダイヤモンド映像、監督:村西とおる DVI-368）
- 村西とおるの乙女白書 2 栗原恵子（1992年、ダイヤモンド映像、監督:村西とおる PLY-07）
- 村西とおるの乙女白書 3 林よう子（1992年7月25日、ダイヤモンド映像、監督:村西とおる PLY-11）
- 髄喜 早乙女はつみ（1992年、ダイヤモンド映像、監督:村西とおる DBU-07）
- 隣りの妹さゆりちゃん 篠原さゆり（2005年8月30日、ダイヤモンド映像、監督:村西とおる DVI-134D）
- ボディコンのお嬢さん 雪之丞（2005年8月30日、ダイヤモンド映像、監督:村西とおる DVI-089D）
- 名器の考察 小早川小百合（2005年8月30日、ダイヤモンド映像、監督:村西とおる DVI-102D）

### ビックマン 作品
- ダンス・ミュージック フィリップ・ジョイナ－ 広瀬ますみ ほか（1990年、ビッグマン、制作:村西とおる BIC-16）
- ハマっ娘ララバイ 飯倉佐和子（1990年、ビックマン、監督:村西とおる HAR-010）
- 田代緑/ごらんになりませ ビックマン・スペシャル 1（1990年、ビックマン、監督:村西とおる BIC-78）
- 便所でされてからのこと 佐伯しおり（1991年、ビックマン、監督:村西とおる BIC-201）
- ハイレグスターぶち抜く やっぱりナマが好き 田中露央沙（1991年、ビックマン、制作:村西とおる）
- 最高傑作 まいったか! 田中露央沙（1992年2月21日、ビックマン、監督:村西とおる BIC-231）
- 情欲の果て… 伊藤蘭（1992年3月10日、ビックマン、監督:村西とおる BIC-235）

### ニューシネマジャパン 作品
- 告白 やめて下さい 助平五人娘（1997年5月10日、ニューシネマジャパン、監修:村西とおる KMDVD-1）全5名
- 告白 やめて下さい 色情五人娘（1997年5月10日、ニューシネマジャパン、監修:村西とおる KMDVD-2）全5名
- 友達の彼女 2 色狂五人娘（1997年、ニューシネマジャパン、監修:村西とおる KMDVD-4）全5名
- 24時間犯されました 田中露央沙（1997年10月24日、ニューシネマジャパン、監督:村西とおる KMDVD-28）
- セーラー服は性春だ 岡田優 中山みお（1997年10月24日、ニューシネマジャパン、監督:村西とおる KMDVD-29）
- セーラー服SEX天国 岡田理加 三宅優（1997年11月28日、ニューシネマジャパン、監督:村西とおる KMDVD-30）
- セーラー服 穴があったら入りたい!! 桜田じゅんこ さつき緑（1997年11月28日、ニューシネマジャパン、監督:村西とおる KMDVD-36）
- お嬢様の舌と下 樹マリ子VS素人娘（1997年12月26日、ニューシネマジャパン、監督:村西とおる KMDVD-15）
- セーラー服若奥様 腰が勝手に動いちゃう 鈴木小百合 ほか（1998年10月1日、ニューシネマジャパン、監督:村西とおる KMDVD-18）全6名
- 女子校生を犯すのは誰だ（1998年10月1日、ニューシネマジャパン、監督:村西とおる KMDVD-19）全8名
- セーラー服のパンティの中 鈴木まりか ほか （1998年11月27日、ニューシネマジャパン、監督:村西とおる KMDVD-22）
- セーラー服暴行捜査線 岡田優（1999年6月25日、ニューシネマジャパン、監督:村西とおる KMDVD-51）
- セーラー服不法侵入 松嶋菜名子 高橋恵子（1999年10月26日、ニューシネマジャパン、監督:村西とおる KMDVD-60）
- 悪魔のような女 堀ひろ子 朝吹ケイト ほか（2000年1月28日、ニューシネマジャパン、監督・脚本・出演:村西とおる DNA-007）全4名
  - 悪魔のような女 堀ひろ子 朝吹ケイト ほか（2001年3月28日、ニューシネマジャパン、監督・脚本・出演:村西とおる GDV-18）全4名
- 女体育教師レイプ（2000年1月28日、ニューシネマジャパン、監督・脚本・出演:村西とおる DNA-009）
  - 女体育教師レイプ（2001年3月28日、ニューシネマジャパン、監督・脚本・出演:村西とおる GDV-16）
- 顔面シャワーぶっかけ10 1（2000年12月15日、ニューシネマジャパン、制作:村西とおる DNAS-01）全10名
  - 顔面シャワーぶっかけ10 2（2001年2月23日、ニューシネマジャパン、制作:村西とおる DNAS-06）全10名
- 愛が泣いている さすらい（2001年3月28日、ニューシネマジャパン、監督・脚本・出演:村西とおる GDV-17）オリジナルビデオ「愛が泣いている さすらい」のDVD版
- わな泣き 桜樹ルイ（2001年7月2日、ニューシネマジャパン、監督:村西とおる GDV-21）
  - わな泣き 桜樹ルイ（2013年12月28日、ダイヤモンド映像、監督:村西とおる DVI-007）
- キング・オブ・エロス 顔面シャワーぶっかけ30（2001年7月2日、ニューシネマジャパン、監修:村西とおる GDV-24）全10名
- 人妻女教師 義父に犯された私 谷川みゆき（2001年7月2日、ニューシネマジャパン、監督:村西とおる GDV-25）
- 殺しの白いドレスの女 横須賀昌美（2001年7月2日、ニューシネマジャパン、監督:村西とおる GDV-26）
  - 殺しの白いドレスの女 横須賀昌美（2013年11月25日、ダイヤモンド映像、監督:村西とおる DVI-005）
- 若妻女教師誘惑する女 城野みさ（2001年7月2日、ニューシネマジャパン、監督:村西とおる GDV-28）
- 女子校生若奥様 腰が勝手に動いちゃう（2001年7月2日、ニューシネマジャパン、監督:村西とおる GDV-29）全6名
- 女子校生花嫁 中の奥が感じるんです（2001年7月2日、ニューシネマジャパン、監督:村西とおる GDV-30）全6名
- 女子校生花嫁 レイプしないで下さい（2001年8月1日、ニューシネマジャパン、監督:村西とおる GDV-32）全6名
- 令嬢制服 制服は性春だ 岡田優（2001年8月1日、ニューシネマジャパン、監督:村西とおる GDV-33）
- 女子校生濡れて開いて（2001年8月1日、ニューシネマジャパン、監督:村西とおる GDV-35）全8名
- 女子校生獲物レイプ 木村芳恵 他（2001年8月1日、ニューシネマジャパン、監督:村西とおる GDV-36）全8名
- 令嬢制服 パンティの中 鈴木ななか ほか（2001年8月1日、ニューシネマジャパン、監督:村西とおる GDV-37）
- 女子校生 やさしく犯して（2001年8月1日、ニューシネマジャパン、監督:村西とおる GDV-38）全8名
- 女子校生 犯すのはやめて下さい（2001年8月1日、ニューシネマジャパン、監督:村西とおる GDV-39）全8名
- セーラー服の罪と罰 田中かんな 滝沢えみ（2001年9月1日、ニューシネマジャパン、監督:村西とおる KMDVD-21）全4名
- 令嬢制服 SEX天国 三宅優（2001年9月3日、ニューシネマジャパン、監督:村西とおる GDV-47）
- 犯され志願のお嬢さま（2001年9月3日、ニューシネマジャパン、監督:村西とおる GDV-48）全6名

### リビエール 作品
- レイプ・やめて 素人娘:4人（1998年6月2日、リビエール、監督:村西とおる RB-10）
- やさしく犯して 獲物レイプ 素人娘:4人（1998年6月9日、リビエール、監督:村西とおる RB-11）
  - やさしく犯して 獲物レイプ（1998年10月1日、ニューシネマジャパン、監督:村西とおる KMDVD-20）全8名
- 人妻女教師 義父に犯されて… 谷川みゆき（1998年6月23日、リビエール、監督:村西とおる RB-13）
- お嬢様 FUCK 素人娘:3人（1998年6月30日、リビエール、監督:村西とおる RB-14）
- 人妻女教師 犯されたくない 堀ひろこ・朝吹ケイト（1998年7月21日、リビエール、監督:村西とおる RB-17）
- 女子校生の告白 私は教育実習の先生と結ばれました 池田すみよ・安西翔子・林こずえ（1998年8月7日、リビエール、監督:村西とおる RB-20）
- 女子校生を犯すのはやめましょう 素人娘:3人（1998年8月18日、リビエール、監督:村西とおる RB-22）
- 若妻女教師 犯し屋極道 城野みさ・小島美愛（1998年8月、リビエール、監督:村西とおる RB-23）
- レイプ・すごい 素人娘:3人（1998年9月14日、リビエール、監督:村西とおる RB-24）
- 犯されるのが見たい 素人娘:3人（1998年9月18日、リビエール、監督:村西とおる RB-25）
- 女子校生の告白 お父さんより年上の男としました 素人娘:3人（1998年9月29日、リビエール、監督:村西とおる RB-28）
- 女子校生 乱暴は嫌よ 岡田優・佐藤真琴（1998年10月20日、リビエール、監督:村西とおる RB-30）
- 朝吹ケイトの濡れた欲情（1998年11月17日、リビエール、監督:村西とおる RB-34）
- 女子校生の告白 お嬢さまレイプ 松坂けいこ（1998年11月20日、リビエール、監督:村西とおる RB-35）
- 女子校生喪失の瞬間 井原敬子 ほか（1998年12月15日、リビエール、監督:村西とおる RB-41）全3名
- 女子校生 これが欲しかったんです 松田性子・中田くみ（1999年1月14日、リビエール、監督:村西とおる RB-44）
- セーラー服 素足のままで 豊田まほ・ときわたかこ（1999年1月19日、リビエール、監督:村西とおる RB-45）
- 女子校生 花火のようなあなた 渡辺まりあ・しんどう晶子（1999年1月22日、リビエール、監督:村西とおる RB-46）
- お嬢さま 性類学入門 すずき保奈美・鈴木ひろ子（1999年1月26日、リビエール、監督:村西とおる RB-47）
- お嬢さま 若妻なんです やすだ成美・やまぐち百恵（1999年1月29日、リビエール、監督:村西とおる RB-48）
- 女子校生 犯されたくない 松雪やすこ ほか（1999年3月23日、リビエール、監督:村西とおる RB-55）
- 女子校生 隣の華麗なお嬢様 藤原のりか ほか（1999年、リビエール、監督:村西とおる RB-64）
- 女子校生 町内会の堕天使 はしだすがこ ほか（1999年、リビエール、監督:村西とおる RB-65）
- ノド自慢でございます 歌多田比加留（1999年8月6日、リビエール、監督:村西とおる RB-68）
- 太目が好きです 渡辺笑美（1999年、リビエール、監督:村西とおる RB-71）
- こわれてしまいます 素人女子大生出演（1999年10月22日、リビエール、監督:村西とおる RB-79）

### その他
- 仁義なきいんらん（1987年、株式会社ワコー、出演:村西とおる WA-03）
- あなたの胸の中で 桜樹ルイ（1991年3月15日、ヴェスコインターナショナル、監督:村西とおる MAS-019）
- AV女優スカウトキャラバン静岡編　真弓れいこ（1992年、裸の王様、監督:村西とおる HO-89）
- 僕の恋人玲那 広田玲那（1995年、VIP、監督:村西とおる OMT-002）
- 欲しがる乙女 すごくよかった 由木綾香（1995年5月18日、VIP、監督:村西とおる OMT-006）
- 僕の恋人亜美 森下亜美（1995年5月25日、VIP、監督:村西とおる OMT-004）
- こんなのすごい 星野るみ（1995年5月30日、VIP、監督:村西とおる OMT-008）
- 突いていきたいあなたとわたし 内田かおり（1995年6月7日、VIP、監督:村西とおる OMT-005）
- 村西監督 秘蔵プライベート流出ビデオ 1  一の樹愛 桜樹ルイ 松坂季実子（2003年5月20日、Vanilla TVA-003）
  - 村西監督 秘蔵プライベート流出ビデオ 2 乃木真梨子 卑弥呼 沙羅樹（2003年5月20日、Vanilla TVA-004）
- 女子校生4時間スペシャル ～お嬢様女子校生編～BEST 1（2003年8月15日、デジタルバンク、監督:村西とおる DLT-149）多数出演
  - 女子校生4時間スペシャル ～女子校生過激ハメ撮り編～BEST 3（2003年10月24日、デジタルバンク、監督:村西とおる DLT-168）全8名
- MURANISHI CLINIC 美咲沙耶痙攣絶頂 村西とおるの世界・高速痙攣絶頂・ノンストップファック（2007年2月8日、タカラ映像、監督:村西とおる CLIN-01）
- MURANISHI CLINIC 加瀬あゆむ絶頂中毒 村西とおるワールドに引きずりこまれた、一流単体女優達。（2007年3月8日、タカラ映像、監督:村西とおる CLIN-02）
- MURANISHI Mドラッグ 野々宮りん（2007年3月28日、ドグマ、出演:村西とおる 3D1-205）
- 禁断の近親相姦 凌辱巨乳崩壊は悲しみの果てに… 青山りんご 小林みゆき（2007年5月7日、アタッカーズ、監督:村西とおる 	ATID-121）
- 村西とおるドキュメント 17代続いた名家の妻の座を棄てた女 黒木瞳美（2007年5月27日、ヒビノ、監督:村西とおる R-DRS-005）
- 近親相姦 母と息子と村西とおる 浅井舞香（2007年6月21日、タカラ映像、出演:村西とおる SPRD-81）
- 人妻喪服無情 沙羅樹 大石めぐみ（2008年4月24日、アタッカーズ、監督:村西とおる 5RB-094）
- Directors ベスト 個性的な作品17本一挙見せます！（2008年6月5日、ヒビノ、監督:村西とおる ほか DRS-019）
- THE真正中出しショータイム 4 浜崎りお（2010年11月27日、モブスターズ、監督・出演:村西とおる MOBCC-004）
- アダルトビデオの帝王参上!! 村西とおるのナイスですね! 祝!!マドンナ10周年先行記念作品（2013年11月25日、マドンナ、監督:村西とおる JUX-193）
- 完全復活「ナイスですねぇ！」村西とおるの素人熟女（2016年6月2日、グローリークエスト、監督:村西とおる GVG-317）
- 僕の恋人綺麗 更科綺麗（?、オムタ、監督:村西とおる OMT-001）

発売年不明
- 品川庄司さんあなたを忘れない 美嘉（N.C.JAPAN、監督:村西とおる NCJ-0001）DVD

など多数

## 書籍

### 著書
- 『ナイスですね 村西とおるの挑戦状』（1987年12月8日、JICC出版局）ISBN 9784880633756
- 『村西とおるのアダルトビデオを10倍楽しむ法』（1988年4月8日、あっぷる出版社）ISBN 9784871770439
- 『エッチは真面目にいたしましょう』（1990年7月30日、ポケットブック社）ISBN 9784341140106
- 『女の博物館 2 女の脱がせ方』（1990年9月10日、ポケットブック社）ISBN 9784341140120
- 『村西とおるの閻魔帳 ―「人生は喜ばせごっこ」でございます。』（2010年3月31日、コスモの本）ISBN 9784906380909
- 『村西とおるのコワ〜いAV撮影現場の話』 （2011年2月3日、宝島社）ISBN 9784796680424
- 『村西とおる監督の「大人の相談室」現代人が抱える69の悩みを解決！』（2016年10月4日、サプライズBOOK）
- 『村西とおるがお答えします!ワガママな中国人とのナイスな付き合い方』（2017年4月15日、青林堂）ISBN 9784792605841
- 『村西とおる語録集 どんな失敗の中にも希望はあるのでございます』（2017年6月1日、PARCO出版）ISBN 9784865062205 のち新書『人生、死んでしまいたいときには下を見ろ、俺がいる。』
  - 『人生、死んでしまいたいときには下を見ろ、俺がいる。』（2020年3月10日、祥伝社新書）ISBN 9784396115982
- 『裸の資本論 借金返済50億円から学んだおカネの法則41』（2017年6月11日、双葉社）ISBN 9784575312638
  - 『裸の資本論 借金返済50億円から学んだおカネの法則42』（2021年7月10日、祥伝社新書）ISBN 9784396116330
- 『禁断の説得術 応酬話法 「ノー」と言わせないテクニック』（2018年3月10日、祥伝社新書）ISBN 9784396115319
- 『村西とおるの全裸人生相談 人間だもの』（2021年4月9日、飛鳥新社）ISBN 9784864108331
- 『「全裸監督」の修羅場学』（2021年7月31日、徳間書店）ISBN 9784198653217
- 『全裸監督が答える不道徳で世界一まっとうな人生相談』（2021年9月30日、日刊現代/講談社）ISBN 9784065257661

### 関連書籍
- 倉本聰 『北の人名録』
  - （1982年3月15日、新潮社）のち文庫化。 『北大神田書店』にて詳しく書かれている。ISBN 9784103411017
  - （2008年12月22日、新潮社 新潮文庫）ISBN 9784101365510
- 本橋信宏『アダルトビデオ 村西とおるとその時代』（1998年3月14日、飛鳥新社）ISBN 9784870313248
  - 本橋信宏『AV 時代 村西とおるとその時代 』（2005年12月10日、幻冬舎・幻冬舎アウトロー文庫）ISBN 9784344407411
- 本橋信宏『裏本時代』
  - （1996年12月11日、飛鳥新社）ISBN 9784870312593
  - （2000年10月10日、新潮社 新潮OH！文庫）ISBN 9784102900505
  - （2005年6月9日、幻冬舎 幻冬舎アウトロー文庫）ISBN 9784344406728
- 本橋信宏『村西とおるを奪い合ったAV女優たち』『新潮45』2006年6月号
- 丸茂ジュン『セックスと嘘とアダルトビデオ 村西とおるの七転八起人生』（2006年5月25日、幻冬舎）ISBN 9784344011717
- 本橋信宏『全裸監督 村西とおる伝』
  - （2016年10月18日、太田出版）ISBN 9784778315375
  - （2021年4月26日、新潮社 新潮文庫）ISBN 9784101019826
- 本橋信宏(原作)、須本壮一(画)（新潮社）
  - 『全裸監督 村西とおる伝 1』（コミック）（2021年10月8日）ISBN 9784107724328
  - 『全裸監督 村西とおる伝 2』（コミック）（2022年6月9日）ISBN 9784107725042
  - 『全裸監督 村西とおる伝 3』（コミック）（2023年3月9日）ISBN 9784107725776

### 写真集（撮影:村西とおる）
- 青木琴美写真集（1988年3月10日、近代映画社）ISBN 9784764815018
- 沙羅樹写真集（1990年1月15日、ビックマン）ISBN 9784894050112
- 小鳩美樹写真集（1990年2月20日、ビックマン）ISBN 9784894050181
- 高倉真理子写真集（1990年2月28日、ビックマン）ISBN 9784894050204
- 坂上真琴写真集（1990年3月20日、ビックマン）ISBN 9784894050211
- 松坂季実子写真集 PART3（1990年3月20日、ビックマン）ISBN 9784894050228
- 柏木よしみ写真集 イタリア(ローマ・ベニス・フィレンツェ)ロケ敢行（1990年8月5日、ビックマン）ISBN 9784894050389
- 浅井理恵写真集 イタリア(ローマ・ベニス・フィレンツェ)ロケ敢行（1990年8月10日、ビックマン）ISBN 9784894050396
- 野坂なつみ写真集 イタリア(ローマ・ベニス・フィレンツェ)ロケ敢行（1990年8月15日、ビックマン）ISBN 9784894050426
- 朝比奈めぐみ写真集 イタリアロケ敢行（1990年8月15日、ビックマン）ISBN 9784894050419
- 田中露央沙写真集 イタリア(ローマ・ベニス・フィレツェ)ロケ敢行（1990年8月20日、ビックマン）ISBN 9784894050433
- 松坂季実子写真集 4 イタリア(ローマ・ベニス・フィレンツェ)ロケ敢行（1990年8月25日、ビックマン）ISBN 9784894050440
- 沙羅樹写真集 2 イタリア(ローマ・ベニス・フィレンチェ)ロケ敢行（1990年9月5日、ビックマン）ISBN 9784894050457
- 桜樹ルイ写真集 オーストラリアロケ（1990年9月15日、ビックマン）ISBN 9784894050488
- 卑弥呼写真集 あい・らぶ・愛 オーストラリアロケ敢行（1990年11月20日、ビックマン）ISBN 9784894050549
- 叶順子写真集 早春譜 タイ バンコックロケ敢行（1991年1月20日、ビックマン）ISBN 9784894050631
- 道玄由紀子写真集（1991年9月10日、ビックマン）ISBN 9784894050860
- 栗田可南子 処女日記（1994年8月20日、つがる）ISBN 9784887230101
- 森里知恵子 恥じらい女高生日記 実録 セーラー服シリーズ 2（1994年9月30日、つがる）ISBN 9784887230118
- 僕の恋人・由香梨（1995年2月28日、つがる）ISBN 9784887230125
- 僕の恋人・敬子（1995年4月30日、つがる）ISBN 9784887230132
- 小鳩美愛写真集 小鳩の秘密（1995年7月20日、つがる）ISBN 9784887230149
- 南美奈子写真集 セーラー服純愛物語（1995年8月20日、つがる）ISBN 9784887230156
- 柏原麻衣子写真集 僕の恋人・麻衣子（1995年9月20日、つがる）ISBN 9784887230163
- お台場恋物語 高嶋礼子（1998年4月15日、つがる）ISBN 9784887230200
- 原宿物語 小森ゆかり（1998年5月30日、つがる）ISBN 9784887230217
- 西新宿恋物語 原由紀子（1998年6月30日、つがる）ISBN 9784887230224
- 渋谷公園通り恋物語 なかやまみお（1998年8月10日、つがる）ISBN 9784887230231
- 東京代々木公園物語 岡田優（1998年9月15日、つがる）ISBN 9784887230248
- 滝の白糸恋物語 三宅優（1998年11月20日、つがる）ISBN 9784887230255
- 9人の美少女伝説 FINE（1998年12月25日、つがる）全9名 ISBN 9784887230262

## 雑誌連載
- 村西とおるの人生相談「人間だもの」（ 2014年6月号 - 2016年5月号、月刊WiLL → 2016年6月号 - 、月刊Hanada ）
- 全裸で出直せ！（2019年5月2日・9日合併号 - 、アサヒ芸能 ）
- 帝王かく語りき 村西とおるの今すぐ金とオンナを手に入れるトーク術（2015年5月号 - 2016年5月号、スーパー写真塾 ）
- 村西とおる 元気が出る集中講義（2015年12月、日刊ゲンダイ ）
- 村西とおる　不道徳すぎる講座（2019年日刊ゲンダイ ）
- 全裸監督と呼ばれた男（2019年デイリースポーツ ）

## 出演

### テレビドラマ
- 東京フリーマーケット（1987年9月13日、TBS）
- 侵略!ガルパンダZ（2016年4月12日 - 6月28日、TOKYO MXテレビ） - 村東おちる 役

### テレビ番組
- BAZOOKA!!!（2015年5月28日、スカパー）男塾 借金50億円に負けない男 怪人・村西とおる
- 田村淳の地上波ではダメ!絶対!（2018年7月26日、スカパー）クイズ!村西とおる!
- ダウンタウンのガキの使いやあらへんで!!（日本テレビ）
  - 絶対に笑ってはいけない大貧民GoToラスベガス24時!（2020年12月31日）
  - 「100個の質問で村西とおるの知られざる素顔を暴く」（2022年4月10日、17日）
- ケンコバのバコバコナイト（サンテレビ）村西とおるのナイスなコトバゼメ塾

### 映画
- YOYOCHU SEXと代々木忠の世界（2011年1月22日、スターサンズ、監督:石岡正人）[18]
- M／村西とおる狂熱の日々（2019年11月30日、東映ビデオ、監督:片嶋一貴）[19][20]
- 三大怪獣グルメ（2020年6月6日、パル企画、監督:河崎実）- 山下信弘 役[21][22]

### 映画（監督・脚本）
- 大巨乳 のしかかる（1990年12月、エクセス、監督:村西とおる）- 出演は無し[23]
- 大巨乳 快感絞り（1991年3月15日、エクセス、監督:沢城昭彦、脚本:村西とおる）- 出演は無し[24]

### オリジナルビデオ
- 愛が泣いている さすらい（1997年、日本映画新、監督・脚本・出演:村西とおる）
- 恋身女子校生パティ（2000年7月20日、ソフト・オン・デマンド、監督:松本和彦）- 神様アヌン 役[25]
- その男、エロにつき アデュ～！久保新二伝（2011年2月25日、マクザム、監督:池島ゆたか）[26]

### ウェブテレビ
- スピードワゴンの月曜The NIGHT（2019年9月10日[27]、AbemaTV）
- 村西とおるのチ〇コが勃つテレビ（2021年5月15日 - 、U-NEXT）[28]

### CM
- 京福堂「プロキオン」（2022年 - ）[29]

### パチンコ
- Pジューシーハニー極嬢MA（2025年1月、サンセイアールアンドディ）[30]

## 村西とおるを題材にした作品

### 配信ドラマ
- 武正晴ほか『全裸監督』（2019年、Netflix） - 本橋信宏著の『全裸監督 村西とおる伝』を元に虚実を交えながら村西の半生を描いたドラマ。俳優の山田孝之が村西役を務めた。
- 全裸監督2（2021年、Netflix）

### ドキュメンタリー映画
- ナイスですね 村西とおる（2014年、高槻彰監督）[31]
- M/村西とおる狂熱の日々 完全版（2019年11月30日、東映ビデオ、片嶋一貴監督）[9]